# TLE3
TLE3‏ (Transducin like enhancer of split 3) هوَ بروتين يُشَفر بواسطة جين TLE3 في الإنسان.

## الوظيفة
يُعد بروتين TLE3 أحد أفراد عائلة البروتينات المثبطة لنسخ الجينات المعروفة بـ Groucho/TLE، والتي تُشارك في تنظيم التعبير الجيني في الخلايا الجنينية والبالغة. يعمل TLE3 كمثبط نسخي يتفاعل مع العديد من عوامل النسخ، بما في ذلك تلك المرتبطة بمسار **Notch** ومسارات إشارات أخرى مهمة في تمايز الخلايا، مثل عوامل **Hes** و**Runx**. كما يلعب دورًا في تطور الجهاز العصبي، والأنسجة العضلية، والأنسجة الدهنية.

## الأهمية السريرية
تشير بعض الدراسات إلى أن TLE3 قد يكون له دور في بعض أنواع السرطان، من خلال مشاركته في تنظيم الجينات التي تتحكم في نمو الخلايا وتمايزها. كما أظهرت أبحاث حديثة ارتباطًا بين التعبير المفرط أو غير الطبيعي لهذا الجين وسلوك بعض الأورام، مثل سرطان الثدي وسرطان البروستاتا. ومع ذلك، لا تزال الأبحاث جارية لتحديد الدور الإكلينيكي الدقيق للجين في الأمراض.